# Isabel Vicente García
Isabel Vicente García (Almansa, Albacete, 28 de agosto de 1916- Barcelona, 21 de marzo del 2000) fue una activista y militante comunista.

## Biografía
Tenía tres años cuando su familia emigró en busca de trabajo a Barcelona. Era la mayor de cuatro hermanos. Con catorce años empezó a trabajar de obrera textil en la fábrica de Salvador Casacuberta, más conocida como la Sedeta, en el barrio de Gracia. 
En 1936 con el estallido de la guerra civil, ingresó en las Juventudes Socialistas Unificadas de Cataluña (JSUC) y en el Partido Socialista Unificado de Cataluña (PSUC). Durante toda la guerra continuó con su trabajo en la Sedeta y a la vez participa activamente en la retaguardia y en el apoyo al frente. En 1938 se casó con el obrero sindicalista Jaume Carbonell.
Isabel Vicente fue una de las barcelonesas que el 26 de enero levantaron una barricada en la Plaza Bonanova para impedir que entraran en la ciudad las tropas de Franco. 
Al caer Cataluña se exilió en Francia y fue recluida en los campos de refugiados del noroeste donde coincidió con sus compañeras de las JSUC María Salvo y Soledad Real entre otras. En uno de estos campos dio a luz a su hija Nuria, sin asistencia médica y ayudada por sus compañeras, el 12 de septiembre de 1939. Al mes siguiente todas ellas fueron trasladadas a la fuerza a España, por la frontera de Hendaya, en aplicación del Decreto Daladier sobre la Seguridad del Estado.
De vuelta a Barcelona, y una vez acabada la guerra, pidió trabajo en la fábrica en la que había trabajado desde los 14 años. No la aceptaron, y se dedicó a la confección de pantalones. Colaboró en el primer proceso de reorganización del PSUC, conectó con militantes clandestinos para ayudar a los presos. En febrero de 1940 la detuvieron en una redada masiva de cuadros y militantes, cincuenta en total, de los cuales doce eran mujeres. Enjuiciada y condenada a doce años de prisión en marzo de 1941 permaneció en Les Corts hasta 1947.
Cuando salió se reincorporó al trabajo clandestino y fue detenida varias veces más, una de ellas en 1951 cuando ya la habían readmitido en La Sedeta, por sus actividades en la huelga general, volviendo de nuevo a Les Corts, donde pasó seis meses encarcelada. En 1958 ingresó otra vez en la prisión, para entonces Les Corts ya se había desmantelado y la prisión de la Trinidad (su sucesora) todavía no existía, por ello pasó tres meses en un pabellón para mujeres habilitado en la prisión Modelo.
En 1968 participó en la fundación de “Solidaridad”, comité de ayuda a los presos, y durante la década siguiente en la Asociación Catalana de Ex-presos. En las elecciones generales del 15 de junio de 1977 fue candidata del PSUC por la circunscripción de Barcelona. Tras la ruptura del partido pasó a militar en el Partido de los Comunistas de Cataluña (PCC).
Murió el 21 de marzo de 2000.